# Къстър (окръг, Оклахома)
Вижте пояснителната страница за други значения на Къстър.
Окръг Къстър (на английски: Custer County) е окръг в щата Оклахома, Съединени американски щати. Площта му е 2595 km², а населението – 26 142 души (2000). Административен център е град Арапахо.